# 강주희 (가수)
강주희(1983년 6월 29일~)는 대한민국의 희극인, 가수이며 윙크의 일원이다.

## 방송
- 2007년 O'live 오! 뒷say
- 2007년 KBS 개그콘서트
- 2011년 TJB 세상발견 유레카
- 2020년 MBC 생방송 행복드림 로또 6/45 게스트 918회

## CF
- 2010년 코리아 드라이브

## 같이 보기
- 윙크